# N-galaktika
N-galaktika je vrsta galaktike, odnosno aktivne galaktičke jezgre. 
Jezgra im je vrlo izražena. Modrikasta je, a ovoj joj je magličast i crvenkast. Optička je sjaja do M=-24. N-galaktike su snažni izvori radijskih valova.